# Championnats du monde de patinage de vitesse sur piste courte 1998
Les Championnats du monde de patinage de vitesse sur piste courte 1998 à Vienne en Autriche.

## Résultats

### Hommes
| Épreuves           | Or            | Argent            | Bronze        |
| ------------------ | ------------- | ----------------- | ------------- |
| 1500 mètres        | Marc Gagnon   | Fabio Carta       | Dong-Sung Kim |
| 500 mètres         | Kai Feng      | Éric Bédard       | Ye Yuan       |
| 1000 mètres        | Marc Gagnon   | Satoru Terao      | Fabio Carta   |
| 3000 mètres        | Dong-Sung Kim | Michele Antonioli | Fabio Carta   |
| 5000 mètres relais | Canada        | Corée du Sud      | Chine         |

### Femmes
| Épreuves           | Or             | Argent          | Bronze             |
| ------------------ | -------------- | --------------- | ------------------ |
| 1500 mètres        | Yang Yang (A)  | Chunlu Wang     | Evgenia Radanova   |
| 500 mètres         | Chunlu Wang    | Annie Perreault | Marinella Canclini |
| 1000 mètres        | Yang Yang (A)  | Lee-Kyung Chun  | Yun-Mi Kim         |
| 3000 mètres        | Lee-Kyung Chun | Yang Yang (A)   | Evgenia Radanova   |
| 3000 mètres relais | Chine          | Corée du Sud    | États-Unis         |

## Tableau des médailles
| Rang | Nation       | Or | Argent | Bronze | Total |
| ---- | ------------ | -- | ------ | ------ | ----- |
| 1    | Chine        | 5  | 2      | 2      | 9     |
| 2    | Canada       | 3  | 2      | 0      | 5     |
| 3    | Corée du Sud | 2  | 3      | 2      | 7     |
| 4    | Italie       | 0  | 2      | 3      | 5     |
| 5    | Japon        | 0  | 1      | 0      | 1     |
| 6    | Bulgarie     | 0  | 0      | 2      | 2     |
| 7    | États-Unis   | 0  | 0      | 1      | 1     |